# Eriopyga dotata
Eriopyga dotata là một loài bướm đêm trong họ Noctuidae.